# Carl Theodor Becker
Carl Theodor Becker (* 14. Januar 1807 in Stockholm; † ebenda nach 1860) war ein schwedischer Ebenist (Kunstschreiner) des schwedischen Empire zur Zeit König Karl XIV. Johan.

## Leben
Becker begann am 12. November 1824 eine Schreinerlehre bei dem damals bedeutenden schwedischen Ebenisten, Gustaf Bruse. Dieser beschäftigte Becker ab dem 8. Mai 1829 nach absolvierter Lehre als Geselle. Ende 1832 fertigte Becker sein Meisterstück, einen Schreibsekretär im Karl-Johan-Stil. Schreinermeister seit 1833, eröffnete Becker in Stockholm seine eigene Werkstatt, in der er sich auf die Herstellung von Stühlen, Tischen und Sekretären spezialisierte. Seine Möbel fanden Beachtung am königlichen Hof, weshalb König Karl XIV. Johan Becker eine Reihe von Tischen, Stühlen, Sesseln und einen Sekretär für Schloss Rosendal anfertigen ließ. Die Möbel sind noch heute im Schloss zu besichtigen.
Dank des königlichen Auftrags stieg die Nachfrage nach Beckers Möbeln stark, weshalb er 1841 seine Werkstatt zu einer Möbelmanufaktur ausbaute, die weiterhin auf traditionelle Handarbeit und hohe Qualität setzte. Becker war bis 1860 tätig. Ob er 1860 verstarb oder sich aus dem Berufsleben zurückzog, bzw. seine Fabrik verkaufte, ist unklar. Nach 1860 fehlen Informationen über ihn; sein Sterbedatum ist nicht überliefert.
Eine Reihe von Beckers Möbeln hat sich bis in die Gegenwart erhalten, sie werden auf Auktionen gehandelt.